# 因河畔努斯多夫
因河畔努斯多夫是德国巴伐利亚州罗森海姆县的一个市镇。总面积28.57平方公里，总人口2618人，其中男性1267人，女性1351人（2011年12月31日），人口密度92人/平方公里。